# Occella dodecaedron
Occella dodecaedron is een straalvinnige vissensoort uit de familie van harnasmannen (Agonidae). De wetenschappelijke naam van de soort is voor het eerst geldig gepubliceerd in 1813 door Tilesius.